# Chenoprosopus
Chenoprosopus is een geslacht van uitgestorven cochleosauride temnospondyle Batrachomorpha (basale 'amfibieën'), dat leefde tijdens het Laat-Carboon en Vroeg-Perm. Twee benoemde soorten zijn Chenoprosopus milleri en Chenoprosopus lewisi.

## Naamgeving
Chenoprosopus werd ontdekt in de El Cobre Canyon-formatie in de buurt van het Miller-beenderbed in de buurt van Arroyo del Agua, noord-centraal New Mexico door Paul C. Miller en benoemd als een nieuw geslacht op basis van een onvolledige schedel door Maurice Goldsmith Mehl in 1913. De typesoort is Chenoprosopus milleri. De geslachtsnaam Chenoprosopus betekent 'gans kort gezicht', vanuit op het Griekse chenos, 'gans' en prosopos, 'met een kort gezicht'. De naam verwijst naar de bouw met een lange, smalle en zeer platte snuit waar de ogen als bij een vogel overheen kijken. De soortaanduiding eert Miller als ontdekker. Het holotype is FMNH UC670, een schedel. Verschillende schedels zijn later toegewezen.
Chenoprosopus lewisi werd beschreven door Robert Hook in 1993, uit de  Markley-formatie uit het Perm-Carboon van Texas. De soortaanduiding eert paleontoloog Arnold D. Lewis. Het holotype is USNM 437646, een skelet met schedel. C. lewisi wordt vaak als een jonger synoniem gezien van de typesoort.

## Beschrijving

### Onderscheidende kenmerken
Veel van andere cochleosauriden uit dezelfde periode hebben een langwerpig ploegschaarbeen en brede en langwerpige choana. Chenoprosopus onderscheidt zich echter door zijn smallere snuit en scheiding tussen de neus en de bovenkaak door het brede traanbeen-septomaxilla-contact.
Chenoprosopus lewisi werd beschreven aan de hand van een vrijwel complete schedel met een maximale schedellengte van 95 millimeter. Hij is aanzienlijk kleiner dan Chenoprosopus milleri en werd door Hook (1993) van dat taxon onderscheiden op basis van de beennaden van het schedeldak. Hook noemde ook de verminderde grootte van de 'slagtanden' (fangs) op de ploegschaarbeenderen die Chenoprosopus lewisi van Chenoprosopus milleri onderscheidt, maar de verschillende grootte van deze slagtanden kunnen verschillende ontogenetische groeistadia zijn.

### Schedel
Het holotype was lang en smal, 28 centimeter lang en 5,4 centimeter breed. De tanden waren stevig en conisch, licht teruggebogen en ongeveer 19 millimeter lang. Er werd ook een enkele wervel op de vindplaats gevonden en deze leek op de wervels van Diadectes. Analyse van het holotype wordt belemmerd doordat, hoewel het voorste derde deel en de linkerkant tot de mediane lijn compleet zijn, het verlies van de bovenste achterste rand van de schedel belangrijke informatie over de verwantschappen verloren deed gaan. Fragmenten van de rechterzijde zijn zo erg verbrijzeld en zo onvolledig dat ze weinig nut hebben om de stand van de tanden te bepalen. De schedel van Chenoprosopus is vervormd en enigszins zijdelings samengedrukt maar veel van de aanhechtingen en putjes zijn niet verstoord.
De schedel van Chenoprosopus meet van 95 tot 305 millimeter lengte vanaf de punt van de snuit tot de achterkant van de schedel. Het foramen pineale is aanwezig in schedels van meer dan 120 millimeter lengte. 

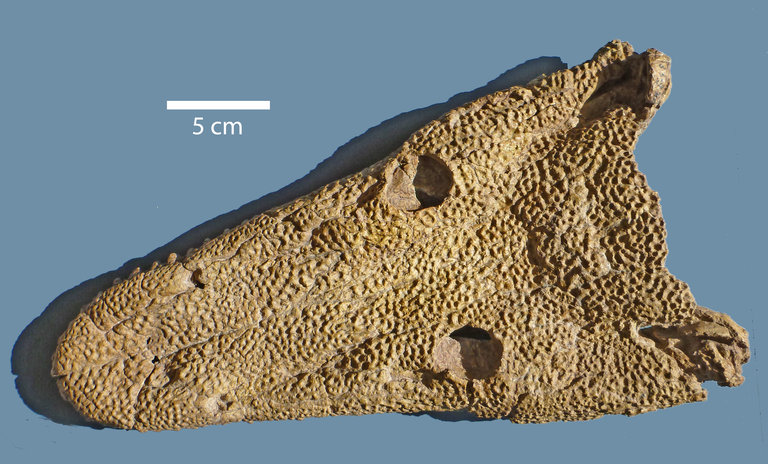
Een toegewezen schedel

De schedel is lang en smal, breed naar voren afgerond met de zijkanten iets en regelmatig naar elkaar toelopend in de voorste viervijfde van de lengte. De oogkas van Chenoprosopus milleri is bijna rond en is ongeveer 32 millimeter in doorsnee. Deze is kleiner dan bij Nigerpeton ricqlesi. De oogkassen zijn halverwege de schedellengte gepositioneerd en ver uit elkaar geplaatst. Het vlak van de oogkas is evenwijdig aan de laterale rand van de schedel en is naar buiten en iets naar boven gericht. De uitholling van de oogkas strekt zich naar achteren en iets naar beneden uit over een korte afstand vanaf het midden van de achterste rand en ligt iets achter het neusgat en in een lijn met de oogkas en het neusgat. Het neusgat heeft een ronde vorm en is ongeveer tien millimeter breed en zeven millimeter lang. De neusgaten zijn groot, rechthoekig en ongeveer drie keer zo lang als breed. Het neusgat is geplaatst nabij de laterale rand van de schedel en ongeveer vijftig millimeter achter de punt van het rostrum. Zijn vlak is naar buiten en naar boven gericht. De otische inkeping is diep, volledig naar achteren open en gescheiden van de supratemporalia en squamosa. Het jukbeen is een groot element dat zich naar achteren uitstrekt van de voorste rand van de oogkas, ten minste tot aan de ooropening. De bovenzijde van het quadratum is dun, met plaatachtig bot dat zich naar boven en naar voren uitstrekt alsof het verbinding maakt met de schedel net boven de otische inkeping. De septomaxillae zijn kleine, driehoekige elementen, twee keer zo lang als breed, en vormen bijna de gehele achterste rand van het neusgat. De septomaxilla strekt zich naar achteren tussen de neus en de bovenkaak, maar is blijkbaar door een aanzienlijke ruimte van de traanbeenderen gescheiden.

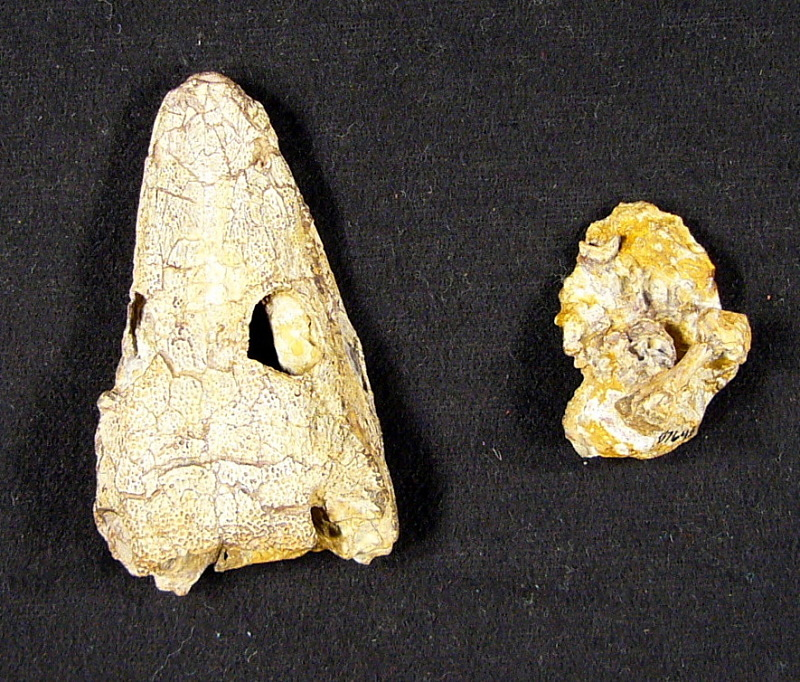
Fossielen van C. lewisi

De premaxillae van Chenoprosopus dragen samen ongeveer twintig tanden (Hook, 1993) en hebben een kort contact met het bovenkaaksbeen aan de schedelrand. Het bovenkaaksbeen wordt door de septomaxilla van de neusopening uitgesloten. De bases van de maxillaire tanden zijn dicht bij de buitenrand van de maxilla geplaatst. Het geschatte minimumaantal maxillaire tandposities in de kop is vierendertig. De eerste twee maxillaire tanden zijn kleiner dan de aangrenzende premaxillaire tanden. Deze tanden hebben relatief smalle, ronde bases, teruggebogen onderste helften en scherpe puntige uiteinden. Ook wordt het bovenkaaksbeen uitgesloten van de neusopening door de septomaxilla. Een korte maxilla-nasale beennaad is zichtbaar aan beide zijden van de schedel, gevolgd door contacten met het traanbeen en jukbeen.
Het verhemelte is vlak met een langwerpige choanae die bijna het niveau van de voorrand van de interpterygoïde holten bereiken. De laterale rand van de choana is niet zichtbaar, de opening mist een voorste verbreding en een ronde vorm. Voor op de ploegschaarbeenderen liggen bescheiden holten gescheiden door een dun tussenschot in de lengterichting. De aaneengesloten verhemeltebeenderen en pterygoïden zijn breed en hebben een lange, relatief smalle interpterygoïde holte. De achterste uitsteeksels van de pterygoïden zijn naar binnen gebogen om zich bij het quadratum aan te sluiten. Het achterste pterygoïde uitsteeksel strekt zich naar boven uit in een dunne plaat, inclusief een grote infratemporale uitholling. De lengte van elke interpterygoïde holte is ongeveer drie keer groter dan de breedte, of gelijk aan ongeveer een derde van de schedellengte. De interpterygoïde holten liggen in de achterste helft van de schedel. De holtes worden breder en worden in grote lijnen afgerond in de buurt van het niveau van de processus basipterygoideus. Kleine beentjes die de interpterygoïde holte vullen, geven aan dat er een plaat met tandjes in de holten was. De slagtanden van de ploegschaarbeenderen zijn groter en meer zijdelings geplaatst. Aan de posterolaterale rand van de choana is een tweede palatinale slagtand aanwezig op het bovenkaaksbeen en gaat gepaard met een put waar de vervangingstand aangroeide; de basale diameter van deze slagtand is iets groter dan die van de grootste maxillaire tand.

## Classificatie
Chenoprosopus behoort tot de clade Edopoidea, een superfamilie van temnospondylen. Edopoidea heeft verschillende basale kenmerken van temnospondylen. Dit zijn namelijk het behoud van intertemporale ossificatie en de palatinale rami van de pterygoïden die naar voren samenkomen om de bovenkaaksbeenderen en ploegschaarbeenderen van de randen van de interpterygoïde vensters uit te sluiten.

## Paleobiologie
Chenoprosopus was een carnivoor. Mehl suggereerde dat Chenoprosopus zich voedde met zachte organismen zoals wormen en de larven van de grote insecten van zijn tijd. Er zijn verschillende aanwijzingen die suggereren dat Chenoprosupus een landbewonend leven had. Mehl stelt dat de zijdelings gerichte oogkassen van Chenoprosopus sterk wijzen op zijn landbewonend leven. Ook de afwezigheid van laterale lijnsulci op het schedeldak en de goed verbeende eigenschappen van het postcraniale skelet ondersteunen het idee dat de dieren een landbewonend leven hadden. De basale tetrapode Acanthostega gunnari (Jarvik, 1952), vertoont een voedingsmechanisme waarbij de prooi direct gebeten wordt, in plaats van opgezogen, en demonstreert de landbewonende wijze van voeden. In tegenstelling tot de meeste landbewonende Temnospondyli, vertoonde Chenoprosopus, die in droge omgevingen leefde, een zwakker bijtvermogen dan Nigerpeton. De schedel van Chenoprosopus was aangepast aan het weerstaan van spanningen in het achterste deel in plaats van in de snuit gezien de locatie van de sluitspieren direct onder de squamosa.